# دالة رباعية

تمثيل بياني لمتعددة حدود من الدرجة الرابعة، ذات ثلاث نقط حرجة وأربع جذور حقيقية (لا توجد جذور مركبة).

في الرياضيات، دالة رباعية (بالإنجليزية: Quartic function)‏ هي دالة تأخذ الشكل التالي
{\displaystyle f(x)=ax^{4}+bx^{3}+cx^{2}+dx+e,}
حيث مختلفٌ عن الصفر العدد a. دالة رباعية هي إذن متعددة حدود من الدرجة الرابعة لا أقل ولا أكثر. معادلة رباعية أو معادلة من الدرجة الرابعة هي معادلة تُساوي في دالة رباعية الصفر. ، أي أنها معادلة تكتب على هذا الشكل :
{\displaystyle ax^{4}+bx^{3}+cx^{2}+dx+e=0,}
حيث a ≠ 0.
اشتقاق دالة رباعية هو دالة تكعيبية.

## التاريخ
سبق وأن أورد ابن الهيثم في كتابه المناظر معادلة من الدرجة الرابعة حول انعكاس الضوء على المرايا الكروية، ما زالت تعرف باسم «مسألة ابن الهيثم»، كتاب المناظر هو كتاب من سبع مجلدات في مجال البصريات، الفيزياء، الرياضيات وعلم النفس ألفها العالم ابن الهيثم في مصر وهو تحت الإقامة الجبرية بين عامي 1011 إلى 1021. ولكن يعود فضل اكتشاف حلحلة للمعادلات الرباعية إلى عالم الرياضيات الإيطالي لودوفيكو فيراري. كان ذلك عام 1540. ولكن بما أن هذه الحلحلة تتطلب حلحلة للمعادلات من الدرجة الثالثة، لم يكن من الممكن نشرها لأن المعادلات التكعيبية لم تكن قد حلحلت بعد في عام 1540. نتيجة لذلك، تطلب الأمر انتظار خمس سنوات قبل نشرها.
في عام 1545، نشر جيرولامو كاردانو كتابه أرس ماغنا محتويا على حل المعادلات التكعيبية وحل المعادلات الرباعية، ومشيرا فيه إلى أن فضل حل المعادلات التكعيبية يعود إلى كل من سيبيوني ديل فيرو ونيكولو فونتانا تارتاغليا والفضل في حل المعادلات من الدرجة الرابعة إلى لودوفيكو فيراري.

## تطبيقات
إحداثيات نقطتي تقاطع قطعين مخروطيين هن حلحلة لمعادلة رباعية.
في البصريات، انظر إلى مسألة ابن الهيثم.

## نقط الانعطاف والنسبة الذهبية
انظر إلى نقطة انعطاف.

## الحلحلة

### طبيعة الحلول
طبيعة حلول معادلة من الدرجة الرابعة تدخل في واحدة من الحالات التالية، وفي واحدة منهن فقط:
- للمعادلة حلان حقيقيان مختلفان أومتساويان وحلان عقديان غير حقيقيين الواحد منهما مرافق الآخر.
- ليس للمعادلة من حلول حقيقية بل لها أربع حلول عقدية على شكل عددين عقددين ومرافقيهما.
- ليس للمعادلة من حلول عقدية بل لها أربع حلول حقيقية.